# 沃纳布勒
沃纳布勒（法語：Venables，法語發音：[vənabl]）是法国厄尔省的一个旧市镇，位于该省北部偏东，属于莱桑德利区。2017年1月1日，沃纳布勒和相邻的另外2个市镇合并为新市镇三湖镇（Les Trois Lacs），沃纳布勒为政府驻地。

## 地理
沃纳布勒（49°11'57"N, 1°17'44"E）面积14.86 平方千米，位于法国诺曼底大区厄尔省，该省份为法国北部内陆省份，北起滨海塞纳省，西接奧恩省和卡爾瓦多斯省，南至厄尔-卢瓦省，东临瓦兹省、瓦兹河谷省和伊夫林省。
沃纳布勒的时区为UTC+01:00、UTC+02:00（夏令时）。

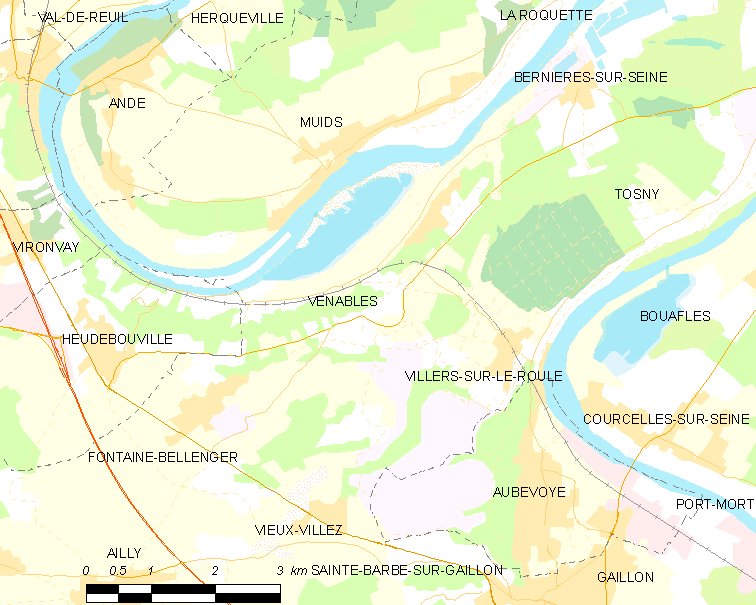
沃纳布勒的OSM定位图

## 行政
沃纳布勒的邮政编码为27940，INSEE市镇编码为27676。

## 政治
沃纳布勒所属的省级选区为加永县。

## 人口

1962-2008年间沃纳布勒人口变化图示

沃纳布勒于2018年1月1日时的人口数量为782人。